# Ring Ring (album)
Ring Ring is het eerste album van de Zweedse band ABBA. Het album werd slechts uitgegeven in Scandinavië en een aantal andere landen waaronder Australië, Zuid-Afrika en Mexico. In 1992 werd het album voor het eerst uitgegeven in het Verenigd Koninkrijk, waarna de Verenigde Staten drie jaar later volgden. In deze heruitgave wordt de naam "ABBA" gebruikt, terwijl tijdens de oorspronkelijke uitgave van "ABBA" nog geen sprake was. Toen was de bandnaam gewoon "Björn & Benny, Agnetha & Frida". De teksten en muziek op het album werden geschreven door Benny en Björn, met behulp van manager Stig Anderson. Uitzonderingen hierop zijn "Disillusion" (geschreven door Agnetha en Björn) en de Engelse tekst van "Ring Ring" is van Neil Sedaka en Phil Cody.
In de Scandinavische landen werd Ring ring (bara du slog en signal) op de lp gezet, in tegenstelling tot de andere landen waarin hij verscheen. She's my kind of girl stond op de niet-Scandinavische uitgave.

## Nummers
A
1. "Ring Ring" (Andersson, Stig Anderson, Ulvaeus, Neil Sedaka, Phil Cody) – 3:06
2. "Another Town, Another Train" (Andersson, Ulvaeus) – 3:13
3. "Disillusion" (Fältskog, Ulvaeus) – 3:07
4. "People Need Love" (Andersson, Ulvaeus) – 2:46
5. "I Saw It in the Mirror" (Andersson, Ulvaeus) – 2:34
6. "Nina, Pretty Ballerina" (Andersson, Ulvaeus) - 2:53

B
1. "Love Isn't Easy (But It Sure Is Hard Enough)" (Andersson, Ulvaeus) – 2:55
2. "Me and Bobby and Bobby's Brother" (Andersson, Ulvaeus) – 2:52
3. "He Is Your Brother" (Andersson, Ulvaeus) – 3:19
4. "She's My Kind of Girl" (Andersson, Ulvaeus) – 2:45
5. "I Am Just a Girl" (Andersson, Anderson, Ulvaeus) – 3:03
6. "Rock'n Roll Band" (Andersson, Ulvaeus) – 3:11

## Uitgebrachte singles
| Single met eventuele hitnotering(en) in de Nederlandse Top 40 | Datum van verschijnen | Datum van binnenkomst | Hoogste positie | Aantal weken | Opmerkingen                    |
| ------------------------------------------------------------- | --------------------- | --------------------- | --------------- | ------------ | ------------------------------ |
| Ring ring                                                     | 1973                  | 23-6-1973             | 5               | 8            | Troetelschijf\|Daverende 30:#5 |
| People need love                                              | 1973                  | 15-9-1973             | tip             |              | #13 in de Nationale Tip 20     |